# Брауншвейг
Бра́уншвейг, Бра́уншвайг (нем. Braunschweig [ˈbʁaʊnʃvaɪk] (произношениео файле), н.-нем. Bronswiek, Brunswiek, Brönswiek [ˈbrɔˑnsviːk]) — крупный город в Северной Германии на юго-востоке федеральной земли Нижняя Саксония. По состоянию на 31 декабря 2015 года численность населения города составляла 252 768 человек. Брауншвейг является вторым по величине городом Нижней Саксонии после Ганновера. Брауншвейг образует вместе с городами Вольфсбург и Зальцгиттер один из девяти оберцентров земли Нижняя Саксония.
Возникновение Брауншвейга уходит корнями в начало IX века. Во время правления Генриха Льва город развивался особенно быстро и превратился в мощный и влиятельный торговый центр, который с середины XIII века входил в Ганзейский союз.
До ноября 1918 года Брауншвейг был столицей герцогства Брауншвейг. После Ноябрьской революции и отречения герцога был столицей республики Брауншвейг до её роспуска в 1946 году и вхождения во вновь созданную землю Нижняя Саксония.
В настоящее время регион Брауншвейг является важным европейским образовательным и научным центром. В Европейском союзе Брауншвейг с 2007 года является одним из регионов, где наиболее интенсивно проводятся научно-технические исследования и разработки. Союз учредителей фондов для развития науки в Германии в 2007 году присвоил Брауншвейгу почётное звание «Город науки».

## Физико-географическая характеристика

### Географическое положение
Брауншвейг находится в северной части Германии, между северной границей горного массива Гарц и переходом к Северо-Германской низменности. Через город протекает река Окер. На юге установлена плотина, таким образом Окер окружает центр города с западной и восточной сторон (это было сделано в Средних веках для лучшей защиты города) и затем объединяется в один поток в юго-западной части города. Эта плотина вместе с двумя другими, расположенными ниже, регулирует уровень воды в реке в черте города. Также через город протекает речка Вабе и её ответвление Миттельриде, которые впадают в реку Шунтер.
Площадь города на 2006 год составляет 192 км², окруженная городской границей протяженностью 98 км. Город по численности и по площади второй по величине город в Нижней Саксонии и двадцать седьмой в Германии. Протяженность города с севера на юг составляет 19,1 км, с востока на запад — 15,7 км. Средняя высота над уровнем моря — 75 м. Центр города располагается на высоте примерно 70 метров над уровнем моря; высшая точка — Гейтельдер Берг (111 м), низшая точка — старое русло Окера на северо-западе города (62 м).
Брауншвейг разделен на 19 городских районов.
Близлежащие крупные города: Вольфсбург, 35 км северо-восточней, Ганновер, 65 км западней, Магдебург, 90 км восточней и Гёттинген, 110 км юго-западней Брауншвейга.
| С-З | Бремен (170 км) Целле (65 км)          | Люнебург (110 км) Гифхорн (25 км)     | Зальцведель (95 км) Вольфсбург (30 км) | С-В |
| З   | Минден (140 км) Ганновер (70 км)       | Роза ветров                           | Магдебург (100 км) Берлин (230 км)     | В   |
| Ю-З | Хильдесхайм (45 км) Гёттинген (110 км) | Вольфенбюттель (10 км) Гослар (55 км) | Бернбург (115 км) Галле (190 км)       | Ю-В |

### Климат
Брауншвейг располагается в зоне умеренного климата, находится на границе перехода от континентального к морскому климату. Среднегодовая температура составляет 8,8 °C, среднегодовая влажность воздуха равняется 79 %. Число холодных дней в году (температура ниже 0 °C, 74 дня) значительно превышает число жарких (температура выше 25 °C, 25 дней). За год в Брауншвейге выпадает приблизительно 618 мм атмосферных осадков.
| Показатель                                                                | Янв.  | Фев.  | Март  | Апр.  | Май   | Июнь  | Июль  | Авг.  | Сен.  | Окт.  | Нояб. | Дек.  | Год   |
| ------------------------------------------------------------------------- | ----- | ----- | ----- | ----- | ----- | ----- | ----- | ----- | ----- | ----- | ----- | ----- | ----- |
| Абсолютный максимум, °C                                                   | 12,9  | 16,2  | 23,7  | 29,1  | 32,3  | 35,6  | 39,9  | 37,7  | 33,4  | 28,0  | 20,5  | 15,1  | 39,9  |
| Средний суточный максимум, °C                                             | 3,1   | 4,6   | 9,4   | 15,7  | 19,0  | 22,9  | 25,1  | 25,3  | 20,6  | 14,9  | 8,8   | 5,2   | 14,5  |
| Средняя температура, °C                                                   | 1,7   | 2,6   | 6,6   | 12,2  | 16,0  | 20,1  | 22,1  | 22,0  | 17,4  | 12,2  | 6,8   | 3,7   | 11,9  |
| Средний суточный минимум, °C                                              | –0,6  | –0,4  | 2,1   | 5,5   | 8,5   | 12,3  | 14,6  | 15,4  | 12,1  | 8,2   | 4,0   | 1,5   | 6,9   |
| Абсолютный минимум, °C                                                    | –15,1 | –17,2 | –11,9 | –6,5  | –2,2  | 3,2   | 7,5   | 6,5   | 4,3   | –2,2  | –7,5  | –16,2 | –17,2 |
| Среднее число солнечных часов в день                                      | 5,49  | 6,17  | 9,41  | 13,38 | 13,78 | 14,13 | 14,17 | 14,09 | 11,93 | 7,11  | 6,52  | 5,21  | 10,11 |
| Среднее число дней с осадками                                             | 5,09  | 3,62  | 4,21  | 2,35  | 4,5   | 5,19  | 6,17  | 4,7   | 4,02  | 5,0   | 3,52  | 4,31  | 4,39  |
| Норма осадков, мм                                                         | 18,31 | 18,06 | 17,22 | 7,36  | 18,1  | 25,97 | 21,49 | 20,95 | 14,09 | 18,04 | 10,67 | 13,59 | 17,0  |
| Средняя влажность, %                                                      | 94,25 | 90,23 | 84,01 | 77,14 | 81,06 | 81,68 | 78,89 | 76,65 | 82,21 | 88,7  | 92,44 | 93,96 | 85,11 |
| Источник: https://weatherandclimate.com/germany/lower-saxony/braunschweig |       |       |       |       |       |       |       |       |       |       |       |       |       |

## Население
В 1867 году население Брауншвейга впервые достигло 50 тысяч человек, в 1890 – 100 тысяч человек, к 1939 году этот показатель удвоился. На рубеже 1944-45 годов население города едва достигало 150 тысяч человек. В послевоенные годы наибольшая численность населения отмечалась в 1974 году (270 тысяч человек), а её колебания связаны с миграционными процессами.
| 1551     | 1671     | 1836     | 1974     | 1974     | 2011     | 2012     | 2013     |
| -------- | -------- | -------- | -------- | -------- | -------- | -------- | -------- |
| 16 192   | ↘15 570  | ↗39 817  | ↗217 976 | ↗269 976 | ↘244 806 | ↗246 742 | ↗248 424 |
| 2014     | 2016     | 2016     | 2017     | 2019     | 2021     | 2021     | 2022     |
| ↗249 485 | ↘248 667 | ↗252 768 | ↘248 023 | ↗248 292 | ↗248 561 | ↗248 823 | ↗251 804 |
| 2023     |          |          |          |          |          |          |          |
| ↗252 066 |          |          |          |          |          |          |          |

## История

### Основание города и Средние века
Брауншвейг был основан саксонским графом Бруно II. Название города, изначально Брунсвик, являлось составным из собственного имени Бруно и обозначения перевалочного пункта, складов и отдыха купцов — вик. Место подходило для этих целей идеально, поскольку располагалось на месте брода через реку Окер. Документально город упоминается впервые под именем Брунесгвик в грамоте освящения церкви Магникирхе в 1031 году.
При Генрихе Льве Брауншвейг вырос в мощный город с несколькими районами (так называемые Вайхбильде): Хаген — основанные Генрихом Старый город, Новый город, Алтевик и Зак. Дополнительно было два особых района монастырской слободы — Санкт-Игидиен и район замка. В каждом была ратуша и собственный храм.
Генрих выстроил Брауншвейг в резиденцию. Он расширил замок Данквардероде, велел сжечь дотла старую церковь 1030 года и на её месте воздвигнуть Брауншвейгский собор, строительство которого было завершено освящением в 1226 году уже после его смерти. Собор посвящён святому Власию, Иоанну Крестителю и Томасу Бекету. Сегодня собор служит в качестве евангелическо-лютеранской церкви.
Генрих Лев достиг такой власти, что избрал этого зверя в качестве своего герба и приблизительно в 1166 году велел отлить бронзового льва, которого поставил на замковой площади (оригинал находится сегодня в замке) — первая бронзовая городская скульптура севернее Альп. Это символ и герб города.

### Ганзейский союз
Благодаря своему расположению возле судоходной реки Брауншвейг стал важным торговым городом, а с XIII века — членом Ганзы.
Герцогство Брауншвейг-Люнебург во времена Генриха Льва было частью владений Вельфов. Впоследствии герцогство распалось в результате раздела наследства на различные мелкие удельные княжества. В XIV веке образовалось княжество Брауншвейг-Вольфенбюттель. Город Брауншвейг стал вольным городом приблизительно в 1430 году, и вельфские феодалы перенесли свою резиденцию в близлежащий Вольфенбюттель.
Наряду с Гентом и Парижем Брауншвейг слыл одним из самых неспокойных городов позднесредневековой и раннесовременной Европы. Постоянно конституционные конфликты перерастали в революционные гражданские волнения, которые в Брауншвейге назывались Ши́хтен — «пласты, слои».
В 1671 году город снова попал под власть князя, а в 1753 герцоги вернули свою резиденцию в Брауншвейг. На это время приходится строительство новой Брауншвейгской резиденции. След в эпохе барокко Брауншвейг оставил при герцоге Антоне Ульрихе, который в Зальцдалуме, недалеко от Вольфенбюттеля, создал барочную резиденцию с садом. Художественные произведения, некогда украшавший этот дворец, позднее составили Музей герцога Антона Ульриха в Брауншвейге.

### Герцогство Брауншвейг
В 1806 году герцог брауншвейгский Карл Вильгельм Фердинанд, будучи генерал-фельдмаршалом, в сражении при Йене и Ауэрштедте был смертельно ранен. С 1807 по 1813 год Брауншвейг находился под оккупацией наполеоновских войск и являлся частью королевства Вестфалия. По решению Венского конгресса (1814) герцогство Брауншвейгское было восстановлено.
После смерти герцога Вильгельма III герцогством правили регенты, назначаемые Берлином. В 1871 году герцогство вошло в состав Германской империи под главенством Пруссии. Брак Виктории Луизы (дочери кайзера Вильгельма II) с принцем Эрнстом Августом Брауншвейг-Люнебургским, заключённый 24 мая 1913 года, привёл к примирению династий Гогенцоллернов и Вельфов, и последние вновь стали правителями.
В ноябре 1918 года в Брауншвейге свершилась революция, за два дня до такого же события в Берлине, и в результате герцог лишился престола.

## Политика

### Правительство
Последние выборы бургомистра (в выборах участвовало 49,3 % населения) дали следующие результаты:
| Кандидат и Партия                              | Число голосов | Число голосов (%%) |
| ---------------------------------------------- | ------------- | ------------------ |
| Герт Хоффманн (ХДС)                            | 55.301        | 58,0 %             |
| Фридхельм Поссемейер (СДПГ)                    | 25.126        | 26,3 %             |
| Гизела Витте (Партия зелёных)                  | 6.555         | 6,9 %              |
| Уве Майер (Гражданская инициатива Брауншвейга) | 5.241         | 5,5 %              |
| Удо Зоммерфельд (Левая партия)                 | 3.146         | 3,3 %              |

Таким образом, Герт Хоффманн является бургомистром. Кандидат от СвДП не был выдвинут.
Городской совет с 52 местами состоит из:
| Партия                             | Число голосов | Число голосов (%%) | Мест в Городском Совете |
| ---------------------------------- | ------------- | ------------------ | ----------------------- |
| ХДС                                | 122.781       | 44,5 %             | 23                      |
| СДПГ                               | 80.434        | 29,2 %             | 15                      |
| Партия зелёных                     | 26.919        | 9,8 %              | 5                       |
| СвДП                               | 13.957        | 5,1 %              | 3                       |
| Левая партия                       | 12.027        | 4,4 %              | 2                       |
| Гражданская инициатива Брауншвейга | 19.235        | 7,0 %              | 4                       |

## Города-побратимы
- Бандунг, Индонезия, с 1960 г.
- Ним, Франция, с 1962 г.
- Бат, Англия, Великобритания, с 1971 г.
- Сус, Тунис, с 1980 г.
- Кирьят-Тивон, Израиль, с 1985/86 г.
- Магдебург, Саксония-Анхальт, Германия, с 1987 г.
- Казань, Россия, с 1988 г.
- Омаха, Небраска, США, с 1992 г.
- Чжухай, Гуандун, КНР, с 2011 г.
- Белая Церковь, Украина, с 2022 г.

## Достопримечательности и культура

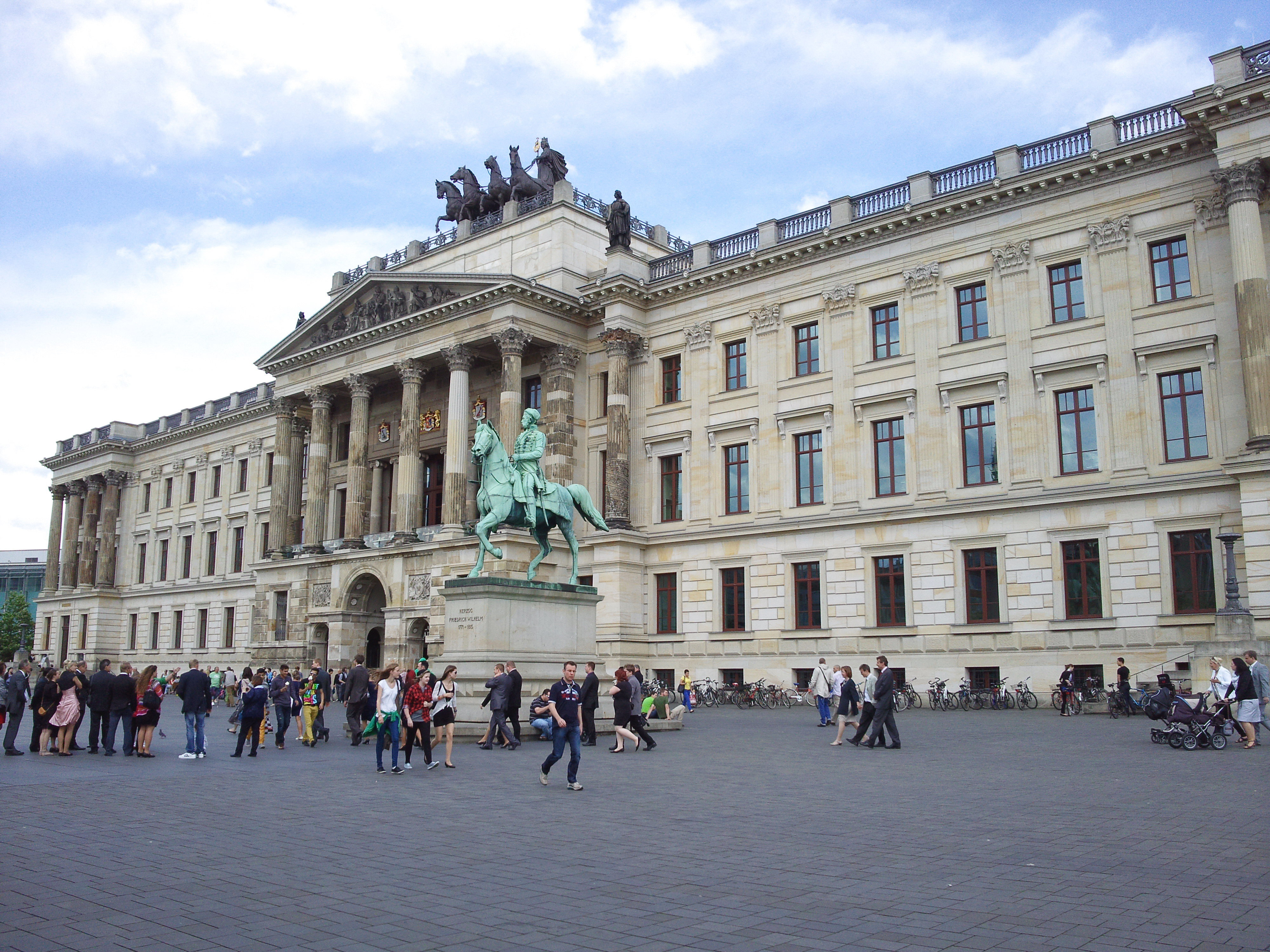
Резиденция герцогов Брауншвейга

- Собор святого Власия построен по указанию герцога Генриха Льва в 1173—1195 годах, освящён в 1227 году. Собор представляет собой трёхнефную базилику со сводчатым потолком с тремя апсидами, двумя башнями и криптой. Примечательно надгробие Генриха и Матильды, созданное при императоре Фридрихе II. По своей значимости надгробие сравнимо с художественными произведениями соборов в Наумбурге и Бамберге. Здание подвергалось крупным изменениям в XIV—XV веках. Начиная с XVII века крипта собора начала использоваться как усыпальница князей из рода Вельфов. Рядом с собором на площади на высоком пятиметровом цоколе в 1166 году установлена бронзовая скульптура «брауншвейгского льва», смотрящего на восток (в наше время заменена копией).[25].
- Музей герцога Антона Ульриха, одна из старейших художественных галерей мира, располагает значимой коллекцией полотен «старых мастеров» Северной Европы, включая Рембрандта и Вермеера. В 2004 году музей отметил своё 250-летие. Замок Данквардероде

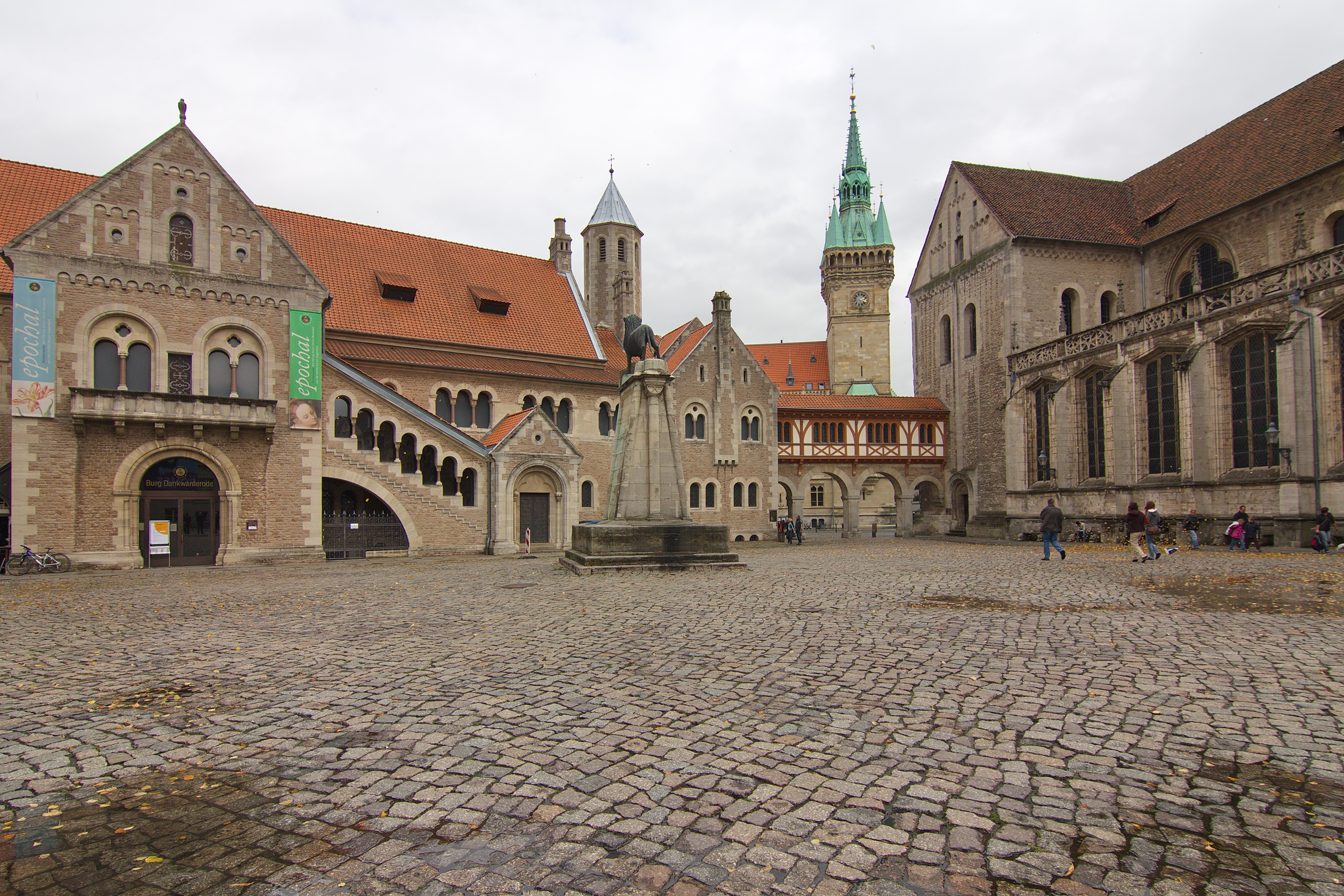
Замок Данквардероде

- Замок Данквардероде[англ.], игравший столь важную роль в истории города с самых ранних времён, многократно перестраивался, пока к XIX веку не пришёл в такой упадок, что его собирались снести. Под давлением городской общественности замок был восстановлен в романтическом средневековом духе. Внутри действует экспозиция, посвящённая средневековому Брауншвейгу, где среди прочего можно увидеть оригинал Брауншвейгского льва.
- Герцогский дворец построен в XVIII веке для размещения двора Вельфов, переведённого в 1753 году из Вольфенбюттеля. После перестройки в 1830-е годы дворец украсился знаменитой квадригой с фигурой Брунонии[нем.], олицетворяющей брауншвейгскую государственность. Снесён властями ФРГ в 1960 году, частично воссоздан в 2007 году.

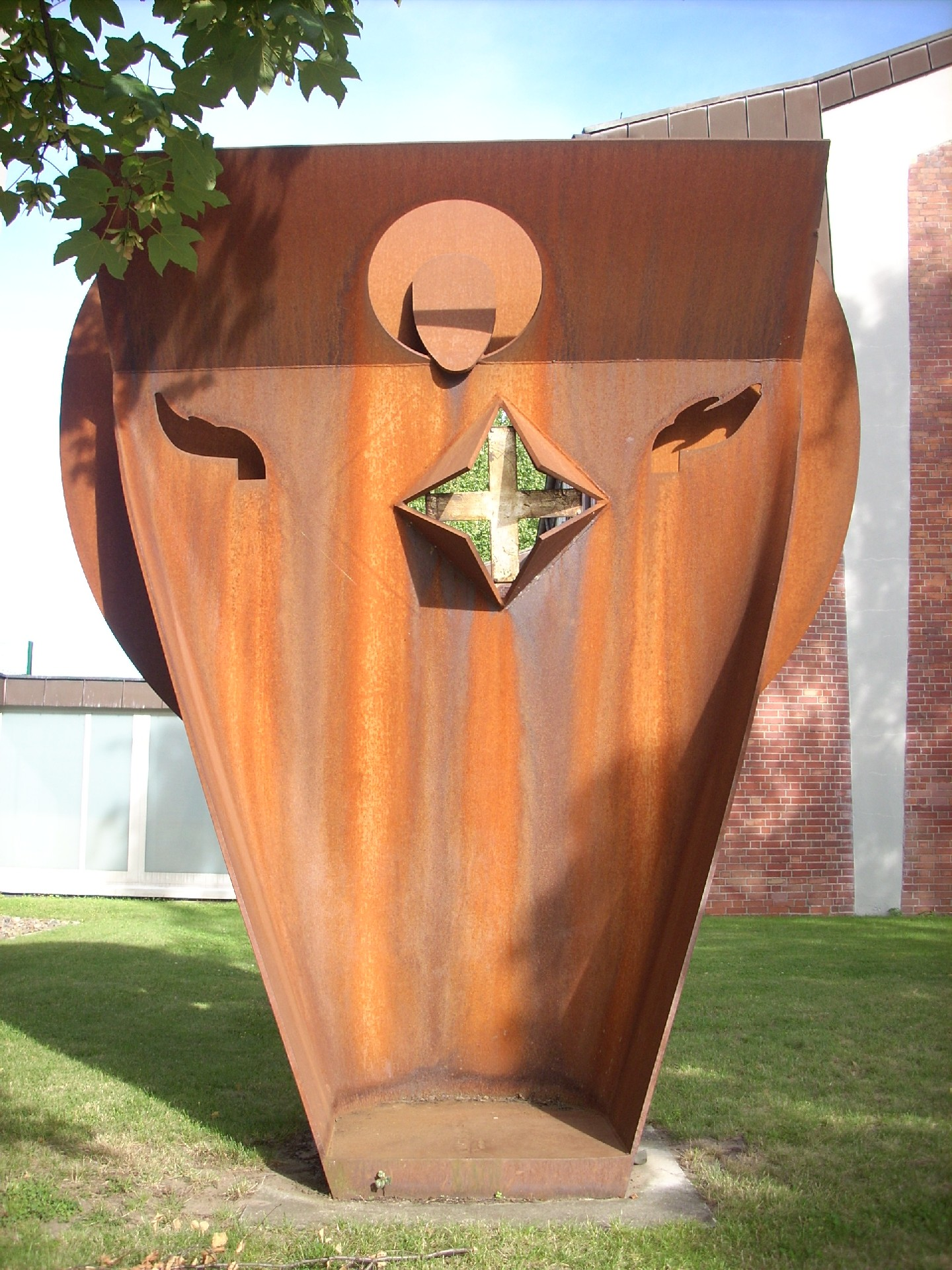
Жан-Робер Ипустеги, «Врата небес»

- Перед доминиканской монастырской церковью Св. Альберта Великого[нем.] в 2000 году появилась созданная французским скульптором Жан-Робером Ипустеги композиция «Врата небес» (фр. Porte du Ciel)[26].
- Здание средневековой библиотеки «Liberei».
- В городе расположена старинная фабрика по производству пианино и роялей «Schimmel».
- Мемориал советских военнопленных.
- В городе проводится ежегодно Карнавал.

## Известные горожане

### Генрих Лев
Генрих Лев (1129 — 6 августа 1195) — монарх из династии Вельфов. Его матерью была Гертруда Супплинбургская, (18 апреля 1115 — 18 апреля 1143), дочь императора (1125—1137) Лотаря III. Отцом его был герцог Саксонский и Баварский Генрих Гордый (ок. 1108 — 20 октября 1139).
Уже в возрасте 12 лет Генрих, получивший впоследствии к своему имени приставку «Лев», получил в ленное владение Баварию и Саксонию.
В 1147 году вместе с маркграфом Альбрехтом Медведем, который уже отвоевал до этого к 1136 году земли по Хафелю, он отправился в неудачный крестовый поход на Восток против славян — вендов. В том же году Генрих женился на Клеменции, получив в качестве приданого Швабию. Император Фридрих I Барбаросса добился расторжения этого брака, отобрал у него Швабию, дав взамен некоторые владения в Саксонии.
В 1168 году он женится на дочери английского короля Матильде из рода Плантагенетов. Она была родной сестрой английского короля Ричарда I Львиное Сердце (1157—1199). Их отцом был английский король Генрих II Плантагенет, а матерью — герцогиня и королева Франции и Англии Элеонора Аквитанская (1122 — 31 марта 1204) — участница Крестового похода, одна из самых ярких личностей Средневековья, знаменитая не только своей красотой, но также энергией и умом. С её именем связана короткая эпоха «Возрождения XII века», предшественницей которого стала возникшая в предыдущем веке на юге Франции культура трубадуров.
Брак с Матильдой привёл к установлению тесных связей английского и ганноверского королевских домов и, как следствие, сделал Генриха вторым по могуществу и влиянию лицом после императора. И потому отношения Генриха с Фридрихом Барбароссой были весьма натянутыми. Матильда и Генрих покровительствовали просвещению и культуре, и Брауншвейг стал центром искусства.
При Генрихе были основаны многие немецкие города, в том числе Любек, Люнебург, Мюнхен и Шверин.
В 1172 Генрих участвовал в Крестовом походе и получил при посещении Константинополя в подарок от императора Восточной Римской империи льва. В результате походов на Восток начиная с 1160 года. Генрих Лев захватил почти всю территорию славян бодричей и стал владельцем огромной территории к востоку от Эльбы, что привело к конфликту с императором Фридрихом I Барбароссой. Фридрих организовал над ним судебный процесс (1180). В результате издания так называемого «Имперского Акта» (Reichsacht) Генрих Лев лишился большинства своих владений (в его руках остались только Брауншвейг и Люнебург) и был вынужден, сопровождаемый Матильдой, удалиться в ссылку в Англию. В 1185 Фридрих заключил с английским королём союз, и Генрих вернулся. Его титул и владения были восстановлены. В 1189—1190 гг. он снова в английской ссылке, но его дела вела оставшаяся Матильда.
Генрих умер 6 августа 1195 года в Брауншвейге и был по его завещанию похоронен в соборе города.

### Тиль Уленшпигель

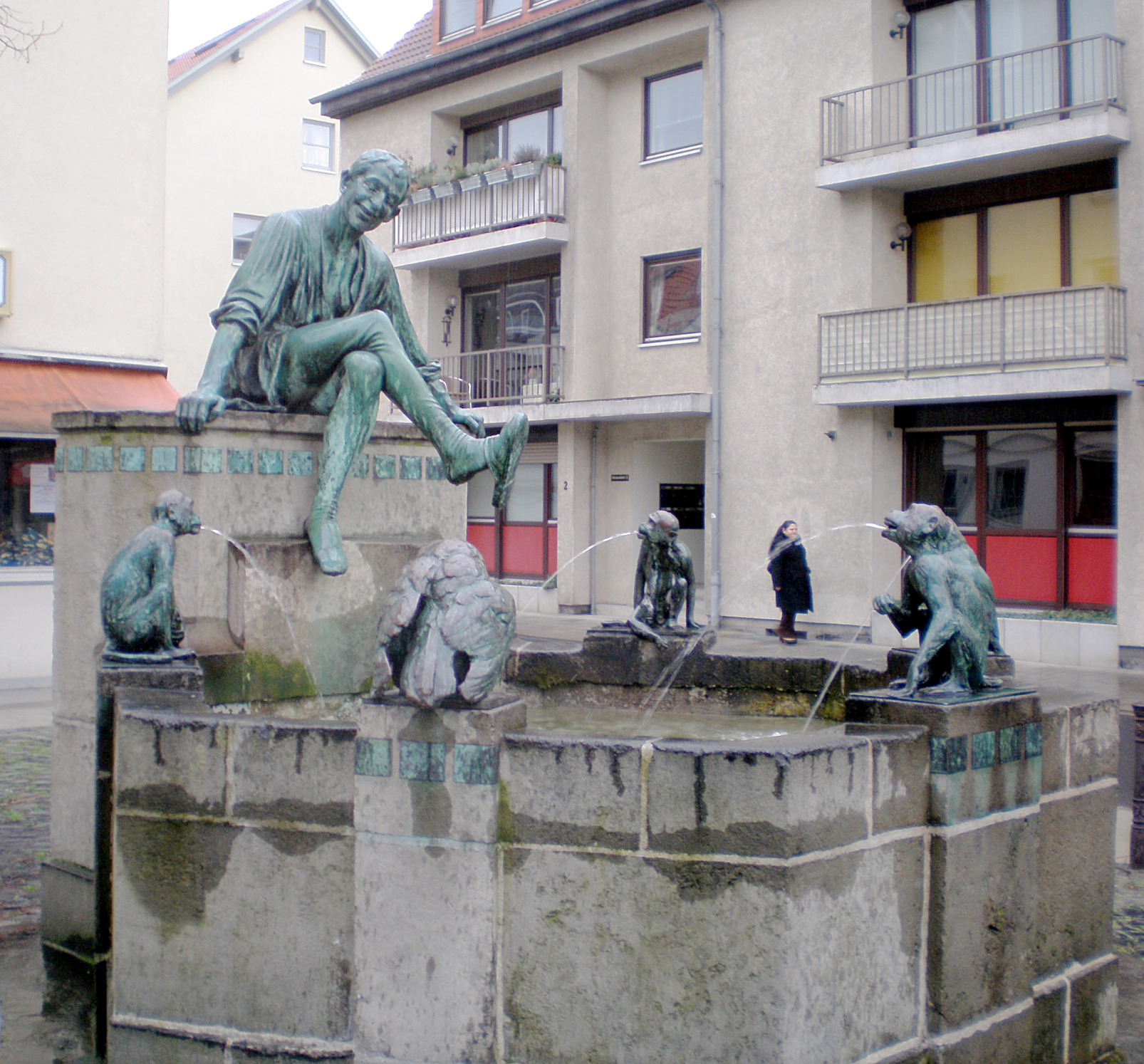
Тиль Уленшпигель

Тиль Уленшпигель — герой средневековых нидерландских и немецких плутовских народных легенд, бродяга и балагур. Известен по одноимённому роману Шарля де Костера.
Ранние источники утверждают, что Тиль Уленшпигель родился около 1300 года около Шоппенстедта (Schöppenstedt), в 20 км на юго-восток от Брауншвейга. Возникшая в Средние века легенда о Тиле Уленшпигеле, бездельнике и острослове, впервые была записана в прозе и в 1511 году опубликована местным хронистом Германом Боте, автором «Книги сословий», «Брауншвейгской всемирной хроники» и др. сочинений, и в 1515 году переиздана в Страсбурге. Автор пользовался в основном народными рассказами-шванками, которые произвольно разукрасил своими фантазиями.
Уже в течение XVI века эта книга была переведена на многие европейские языки и пользовалась громким успехом, описывая приключения персонажа, с блеском выходившего из самых трудных ситуаций, тем более что объектом насмешек Уленшпигеля были тогдашние авторитеты и вообще начальство любого сорта. Голод и страсть к приключениям побудили Тиля оставить родной Брауншвейг и скитаться между Берлином, Нюрнбергом, Ульмом, Прагой и Римом. И где бы он ни появлялся, он везде высмеивал человеческие слабости и пороки настолько метко и остроумно, что ему было нечего возразить по существу, поскольку он был не чем иным, как зеркалом, отражающим эти свойства.
Однако неправильно было бы причислять Тиля к типу защитников бедных и угнетённых, своеобразного лишённого воинственности Робин Гуда, поскольку объектом его издевательств мог стать и правый, и виноватый. С течением времени облик Уленшпигеля постепенно освобождался от наиболее отрицательных черт и в конце концов приобрёл в книге Шарля де Костера известные современному читателю героические черты.

### Карл Фридрих Гаусс

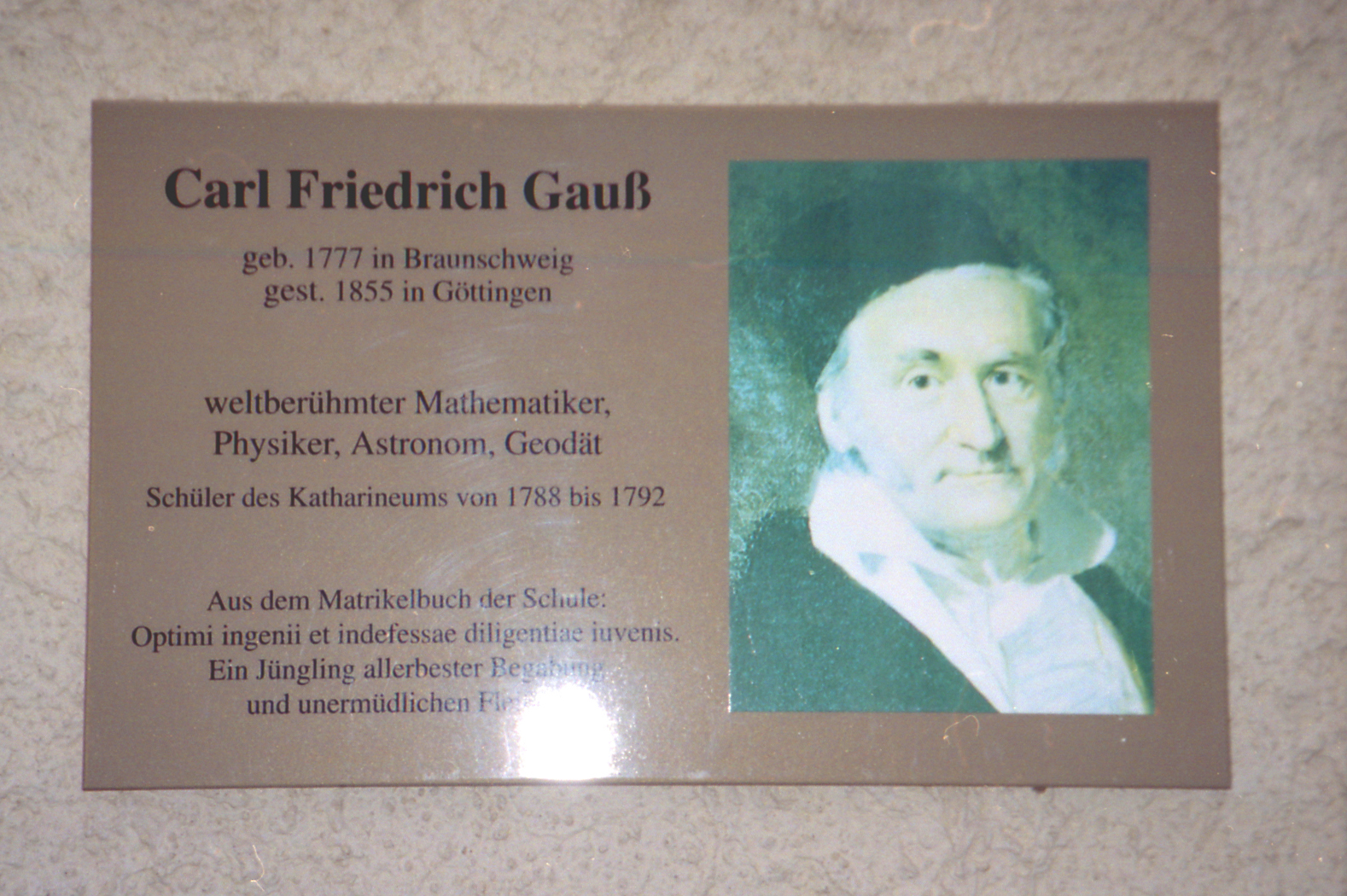
Памятная доска на здании, где учился Гаусс

Карл Фридрих Гаусс (1777—1855), немецкий математик и астроном, родился в этом городе. В возрасте трех лет он чуть не утонул, после чего ему напророчили долгую жизнь. Учился в Гёттингенском университете. Его диссертация называлась «Основы алгебры». Затем с 1807 года он стал профессором математики в университете и директором его обсерватории. Здесь он закончил свою фундаментальную для современной теории чисел работу «Исследования по высшей арифметике» и на новой базе написал работу «Теория движения небесных тел». Он изучал земной магнетизм и изобрел электромагнитный телеграф.

### Август фон Фаллерслебен
Август Генрих Гоффманн фон Фаллерслебен (1798—1874) германист, сочинитель песен на народную тематику и сторонник возрождения фламандских народных обычаев, автор Песни немцев, названной автором «Lied der Deutschen». Слова песни были сочинены им 26 августа 1841 года на острове Гельголанд, где в то время проживали немецкие демократы.
Мелодия песни записана венским классиком и учителем Бетховена Йозефом Гайдном (1732—1809), который в 1797 году сочинял гимн по заказу кайзера.
Во времена кайзеровской Германии при наличии официальных гимнов эта песня носила характер национального символа и охотно исполнялась солдатами Первой мировой войны. В 1918 году она была запрещена, но 11 августа 1922 года была провозглашена рейхспрезидентом Фридрихом Эбертом национальным гимном. В 1945 году она снова была запрещена, но впоследствии президент ФРГ Теодор Хойс в своём письме Аденауэру предложил восстановить ранг этой песни. Правительство Западной Германии в своём бюллетене от 29 апреля 1952 года указало: «Германия есть Национальный гимн», однако строфы, имеющие националистическое звучание в связи с тем, что в них указывались границы Германии, простиравшейся в то время: на западе до Мааса, до Мемеля — на востоке и до Адидже на юге были запрещены к исполнению.

### Эвальд Банзе
- Эвальд Банзе (1883—1953) — немецкий военный писатель, историк пангерманизма, географ.

### Отто Эльстер
Отто Эльстер (1852—1922) — немецкий военный и детский писатель, драматург.